# コネティカットのひょこひょこおじさん
「コネティカットのひょこひょこおじさん」(原題: Uncle Wiggily in Connecticut)は、J・D・サリンジャーの短編小説。1948年3月20日に『ザ・ニューヨーカー』誌で発表された。短編集『ナイン・ストーリーズ』（1953年）の2番目に収められている。郊外に住む中流家庭の主婦の孤独を会話劇の中に描いた作品。グラース家の双子の兄、ウォルト・グラースが会話の中で間接的に登場する。
1949年に『愚かなり我が心』として映画化された。

## あらすじ
メアリ・ジェーンは大学時代のルームメイト、エロイーズの家を訪ね、リビングで酒を飲みながら共通の友人について雑談をしている。2人とも男がきっかけで大学を退学している。そこにエロイーズの娘ラモーナが現れる。ラモーナは眼鏡をかけて、ジミー・ジメリーノという想像上の恋人（イマジナリー・フレンド）がいる。メアリ・ジェーンは用事の時間が近づくが、エロイーズは帰そうとしない。そして過去の恋人、軍人のウォルト・グラースは自分をよく笑わせてくれた、2人でバスを追いかけて転んだとき、「かわいそうなひょこひょこおじさん」と冗談を言ったと話し、引き換えに今の夫ルーの悪口を言う。
| 「 | 「一度あたし、つまずいて転んじまったことがあるんだ。いつもあたしはPXの前のバス停で彼を待ってたんだけど、いつか彼がおくれて来て、ちょうどバスが出るとこだった。追いつこうとして二人で駆けだしたんだけど、あたしが転んで足首をくじいちまった。そしたらウォルトがね、〈かわいそうなひょこひょこおじさん〉だなって言うの。あたしの足首にひっかけて言ったのよ。かわいそうなひょこひょこおじさんか。……いい子だったなあ、彼」 | 」 |

ウォルトはストーブの爆発の事故で死んだと話し、エロイーズは泣き始める。外から帰ってきたラモーナは、ジミーが車に轢かれて死んだと言う。
その後泥酔したエロイーズは夫からの電話で目が覚めるが、迎えに行くのを断り、メイドの亭主を家に泊めるのも断る。ラモーナの部屋に入り、ジミーが死んだのにどうしてベッドの端に寝ているのかと怒る。ラモーナがミッキー・ミカラーノという新しいイマジナリー・フレンドがいるからと答えるとエロイーズは無理矢理ラモーナをベッドの真ん中に寝かせる。そしてラモーナの眼鏡を顔に押し付けて「かわいそうなひょこひょこおじさん」とつぶやき涙を流す。

## 映画化
1949年に『愚かなり我が心』（原題: My Foolish Heart）の題で映画化された。短編の原作を映画化するために、原作に存在しないキャラクターやシーンが追加され、情緒的で感傷的な作品となり、批評家から酷評された。サリンジャーも出来には満足せず、以後、「ハリウッドではひどいめに遭った」と自作の映画化を承諾することはなかった。

## 主な日本語訳
- コネティカットのひょこひょこおじさん（『ナイン・ストーリーズ』野崎孝訳、 新潮文庫）
- コネティカットのよろめき叔父さん（『九つの物語』中川敏訳、 集英社文庫）
- コネチカットのアンクル・ウィギリー（『ナイン・ストーリーズ』柴田元幸訳、ヴィレッジブックス ）
- コネチカットのグラグラカカ父さん（『九つの物語』鈴木武樹訳、 東京白川書院）